# Tokiko Ōzeki
Tokiko Ōzeki (jap. 大関 時子 Ōzeki Tokiko; * 15. Dezember 1950) ist eine ehemalige japanische Skilangläuferin.
Ōzeki wurde im Jahr 1971 japanische Meisterin über 5 km und kam bei ihrer einzigen Teilnahme an Olympischen Winterspielen im Februar 1972 in Sapporo auf den 37. Platz über 5 km, auf den 33. Rang über 10 km und zusammen mit Hiroko Takahashi und Hideko Saitō auf den neunten Platz in der Staffel. Bei den Nordischen Skiweltmeisterschaften 1974 in Falun belegte sie den 35. Platz über 10 km, den 34. Rang über 5 km und den neunten Platz in der Staffel.